# لوئیس گابلو کونیو
لوئیس گابلو کونیو (انگلیسی: Luis Gabelo Conejo؛ زادهٔ ۱ ژانویهٔ ۱۹۶۰) بازیکن فوتبال اهل کاستاریکا است.
وی همچنین در تیم ملی فوتبال کاستاریکا بازی کرده‌است.